# عنصل ليلي الأزهار
العنصل ليلي الأزهار (باللاتينية: Drimia noctiflora) نوع نباتي ينتمي إلى جنس العنصل من الفصيلة الهليونية. كان يعرف سابقًا باسم (باللاتينية: Urginea noctiflora).

## الموئل والانتشار
موطنه المغرب العربي.

## مرادفات
- (باللاتينية: Urginea noctiflora Batt. & Trab.)
- (باللاتينية: Duthiea noctiflora (Batt. & Trab.) Speta)
- (باللاتينية: Thuranthos noctiflorus (Batt. & Trab.) Speta)
- (باللاتينية: Urginea noctiflora subsp. helicophylla (Maire) Maire)
- (باللاتينية: Urginea noctiflora var. helicophylla Maire)